# Angus Ogilvy

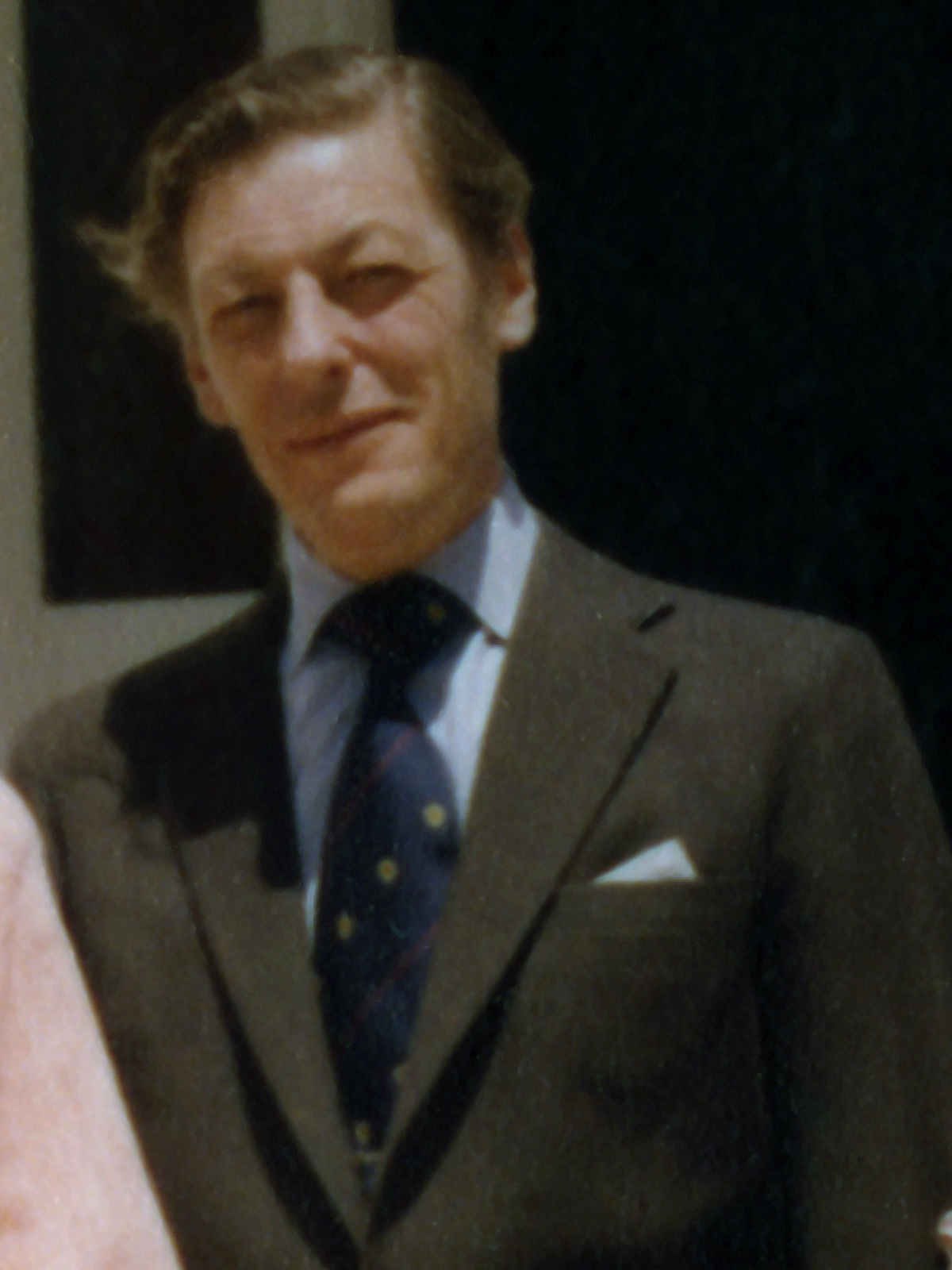
Angus Ogilvy

Brasão de armas de sir Angus Ogilvy.

Angus James Bruce Ogilvy, KCVO, PC (14 de setembro, de 1928 - 26 de dezembro de 2004) foi um empresário britânico mais conhecido como o marido da princesa Alexandra de Kent, prima da rainha Elizabeth II.

## Biografia

### Infância e família
Angus Ogilvy nasceu em Londres, o filho do 12.º Conde de Airlie e de lady Alexandra filha do 3º Conde de Leicester. Muitos de seus parentes tinham ligações estreitas com a família real britânica. Sua avó, Mabell Ogilvy, Condessa de Airlie, era uma amiga próxima e dama de companhia da rainha Maria de Teck. Seu pai era um cavalheiro de companhia do rei Jorge V e serviu como lord Chamberlain da rainha Elizabeth Bowes-Lyon.

## Casamento
Em 24 de abril de 1963, Ogilvy casou-se com a princesa Alexandra de Kent, na Abadia de Westminster, em Londres. A princesa Alexandra é uma neta do rei Jorge V e uma prima da rainha Elizabeth II. Seus pais foram o príncipe George, Duque de Kent e a princesa Marina da Grécia e Dinamarca. 
A cerimônia foi assistida por todos os membros da família real e foi transmitida pela televisão em todo o mundo, visto por um número estimado de 200 milhões de pessoas. 
A rainha havia oferecido a Ogilvy um condado em seu casamento, mais ele recusou. Ele também rejeitou um apartamento de graça em um dos palácios reais. Em vez disso, arrendou Thatched House Lodge, em Richmond, na Inglaterra para ele e a princesa Alexandra viverem, e onde a princesa ainda vive até hoje. No entanto a princesa Alexandra manteve um apartamento no Palácio de St. James, que é habitual para a família real. 
Juntos, o casal teve dois filhos: 
- Jaime Ogilvy (nascido em 29 de fevereiro de 1964) que casou-se e teve dois filhos
- Marina Ogilvy (nascida em 31 de julho de 1966), divorciada  e com dois filhos

Ogilvy foi nomeado Cavaleiro Comandante da Real Ordem Vitoriana em 31 de dezembro de 1988 pela rainha Elizabeth II e em 1997 foi feito um conselheiro privado.
Faleceu em Kingston upon Thames, Londres, em 26 de dezembro de 2004, e foi sepultado no Cemitério Real de Frogmore.